# Идея
Иде́я (др.-греч. ἰδέα «вид, форма; прообраз»), в широком смысле, — мысленный прообраз какого-либо действия, предмета, явления, принципа, выделяющий его основные, главные и существенные черты.
В ряде философских концепций — умопостигаемый и вечный прообраз реальности (синоним — теория). В русских философских словарях XVIII века (см. Антиох Кантемир и Григорий Теплов) идея сближалась с понятием.
В науке и искусстве идеей называется главная мысль произведения или общий принцип теории или изобретения, вообще замысел или наиболее существенная часть замысла. В этом же смысле термин идея трактуется в сфере регулирования авторского права.

## Философия

### Античная философия
В древнегреческой философии идеей называлась умопостигаемая и неизменная структура, лежащая в основании вещи. Само слово сделал философским термином Демокрит, который называл идеями атомы — неделимые умопостигаемые формы. Атомы неизменны, но из них состоят изменчивые вещи.
Для Платона и неоплатоников идея или эйдос — идеальная (умопостигаемая) вечная сущность вещи в противоположность чувственному и изменчивому (преходящему) в вещи. Идеи бестелесны, находятся вне конкретных вещей и явлений; они составляют особый идеальный мир (царство идей), который и есть подлинная реальность, трансцендентный мир истинного бытия. Идея представляет собой сущность не отдельной вещи, но какого-либо вида вещей. Вещи чувственной реальности существуют благодаря идеям, и идеи являются их образцами.
У Аристотеля термины «идея» и «эйдос» настолько меняют свой смысл по сравнению с платоновским, что по-русски их традиционно переводят термином форма или (в логике) «вид».

### Средневековая философия
В средневековой философии и христианском богословии идеи понимались как прообразы вещей в божественном уме. Бог творит вещи согласно своим замыслам и идеальным формам. Таким же было и представление об идеях в эпоху Возрождения.

### Новоевропейская философия
Ещё Платон характеризовал идеи не только как реальность, но и как достояние человеческой души (ума). В новоевропейской философии XVII—XVIII веков именно психологический и эпистемологический смысл термина становится главным. Для Нового времени идея является средством и формой человеческого познания действительности. В проблемное поле термина входили проблема происхождения идей, проблема познавательной ценности идей, проблема отношения идей к объективному миру.

#### Философия раннего Нового времени
Британские и французские философы XVII века называли идеями как общие отвлеченные понятия, так и простые представления. Возникают споры по поводу происхождения идей и их соответствия реальности; двумя основными позициями становятся рационализм и эмпиризм. Эмпирики считали источником идей ощущения и восприятия, которые лишь обобщаются в идеях. Субъект при этом трактовался как пассивный. Рационалисты XVII века считали источником познания спонтанную деятельность мышления, а идеи рассматривали как врождённые, изначально присущие субъекту и не сводимые к опыту.
Декарт защищал концепцию о врождённых идеях.
Джон Локк определял идею как «всё, что является объектом разума, когда человек мыслит». Таким образом, для Локка идея — это не столько элемент умственного процесса, сколько реальность сознания или внешнего мира, на которую этот процесс направлен.
В противоположность Локку Дэвид Юм относил идеи к сознанию. Он противопоставлял ясные впечатления или восприятия, которые человек получает из ощущений, и идеи, которые являются смутным воспроизведением восприятий в уме.

#### Немецкая классическая философия
В немецком классическом идеализме термин «идея» обозначал, как правило понятие определённого рода и всегда играл существенную роль в строении философского учения.
В системе Канта идея есть априорное понятие чистого разума, которым не соответствует никакое явление чувственного опыта, в отличие от понятий рассудка. Идея, тем не менее, выражает функцию самого разума — завершать высшим единством всякое рассудочное познание. Регулятивная идея (принцип, задающий цель познанию) — это идеал, к которому разум должен стремиться, но которого он никогда не сможет достичь. Идеей, в частности, является свобода. Именно в силу идеи свободы в практической сфере автономия всеобщего разумного субъекта противопоставляется его детерминированности природными причинами как эмпирического субъекта.
По И. Г. Фихте, идеи — это имманентные цели, согласно которым «Я» творит мир.
У Гегеля идея является объективной истиной, совпадением субъекта и объекта, мышления и реальности, венчающим весь процесс развития. Гегелевское понятие идеи синтезирует объективный и субъективный смысл термина. Идея является платоновской сущностью, но не вне процесса, а в нём самом, будучи вместе с тем кантовским понятием чистого разума, но не лишенным бытия, а создающее всякое бытие в себе и из себя. Высшей точкой развития знания, включающей в себя все предшествующие формы знания, в системе Гегеля является абсолютная идея.

#### Философия XIX—XX веков
В философии XX века термин «идея» утрачивает самостоятельное значение и используется лишь как синоним термина «понятие».
В советском марксизме идея — форма постижения в мысли явлений объективной реальности, объективное, конкретное и всестороннее знание действительности, включающее в себя сознание цели и проекции дальнейшего познания и практического преобразования мира.
Американский философ Артур Лавджой выдвинул проект создания науки об историческом процессе создания, сохранения и изменения идей на всём пространстве культуры — истории идей. История идей тесно связана с интеллектуальной историей, историей философии, историей науки, историей литературы и истории культуры в целом, и поэтому может рассматриваться как их часть или прикладная дисциплина в их составе. В рамках этой дисциплины единичные идеи — это мысли или представления, которые вступают в новые сочетания друг с другом и меняют формы выражения, оставаясь относительно неизменными.

## Психология
Большинство психологов XIX века рассматривали идеи как представления памяти и воображения.
В противоположность им Вильгельм Вундт определял идею как «сознательное представление любого предмета или процесса внешнего мира». Таким образом, он относил к идеям не только процессы памяти и воображения, но и процессы восприятия.

## Антропология и социальные науки
В социальной антропологии (культурной антропологии) существует такое направление, как исследование культурной диффузии. Оно изучает распространение идей от культуры к культуре. Некоторые антропологические теории исходят из того, что все культуры подражают идеям одной или нескольких оригинальных культур. Эволюционная теория диффузии придерживается той точки зрения, что культуры находятся друг под влиянием друга, но сходные идеи могут развиться и в изоляции.
В середине XX века социологи начали исследовать, как и почему идеи распространяются от одного человека к другому или от одной культуры к другой. Эверетт Рождерс проводил исследования диффузии инноваций (диффузии новшеств) для того, чтобы выявить факторы в принятия идей. В 1976 году Ричард Докинз предложил применить модель биологической эволюционной теории к процессу распространения идей. Для описания абстрактной единицы отбора он создал термин «мем», подобный гену в эволюционной биологии.

## Право
Согласно п. 5 ст. 1259 ГК России, авторское право на идеи не распространяется.